# سیارک ۳۳۱۵۷
سیارک ۳۳۱۵۷ (به انگلیسی: 33157 Pertile، نامگذاری:1998DF20) سی و سه هزار و صد و پنجاه و هفتمین سیارک کشف شده‌است که در ۲۴ فوریه ۱۹۹۸ کشف شد.